# New Kensington
New Kensington és una població dels Estats Units a l'estat de Pennsilvània. Segons el cens del 2000 tenia 14.701 habitants.

## Demografia
Segons el cens del 2000, New Kensington tenia 14.701 habitants, 6.519 habitatges, i 3.963 famílies. La densitat de població era de 1.429,7 habitants/km².
Dels 6.519 habitatges en un 23,8% hi vivien nens de menys de 18 anys, en un 44,3% hi vivien parelles casades, en un 12,9% dones solteres, i en un 39,2% no eren unitats familiars. En el 34,9% dels habitatges hi vivien persones soles el 17,3% de les quals corresponia a persones de 65 anys o més que vivien soles. El nombre mitjà de persones vivint en cada habitatge era de 2,24 i el nombre mitjà de persones que vivien en cada família era de 2,9.
Per edats la població es repartia de la següent manera: un 21,8% tenia menys de 18 anys, un 6,4% entre 18 i 24, un 26,7% entre 25 i 44, un 23,5% de 45 a 60 i un 21,6% 65 anys o més.
L'edat mediana era de 42 anys. Per cada 100 dones de 18 o més anys hi havia 83,6 homes.
Entorn del 8,5% de les famílies i el 13,7% de la població estaven per davall del llindar de pobresa.

## Poblacions més properes
El següent diagrama mostra les poblacions més properes.